# Türkenkind
Türkenkind ist die fünfte Oper des österreichischen Komponisten Wolfram Wagner aus dem Jahr 2011. Es stellt die dritte Zusammenarbeit Wagners mit Kristine Tornquist (Libretto) und dem sirene Operntheater Wien dar. Die (wahre) Geschichte ist der Erzählung Maria Theresias Türkenkind von Irène Montjoye entnommen.

## Handlung
Wolfram Wagners Kammeroper Türkenkind basiert auf der historischen Geschichte der Anna Maria Regina nach Irène Montjoyes Maria Theresias Türkenkind.
Das Libretto von Kristine Tornquist beginnt ganz am Schluss, mit der wohlhabenden Witwe Anna Maria von Mohrenheim, die sich am Ende ihres Lebens an ihre Lebensreise durch verschiedene Kulturen und Länder erinnert.
Die Erzählung treibt Anna Maria Regina rückwärts durch ihr Leben, zurück über ihre Hochzeit, ihre Adoption durch Maria Theresia, ihre Flucht aus Constantinopel und ihre Jugendzeit als Sklavin in der Türkei, bis sie sich wieder dorthin zurückerzählt hat, wo alles begonnen hat – als Flüchtlingskind am Schwarzen Meer, den Wirren des Lebens, der Politik und der Religionen schutzlos ausgeliefert.

## Gestaltung

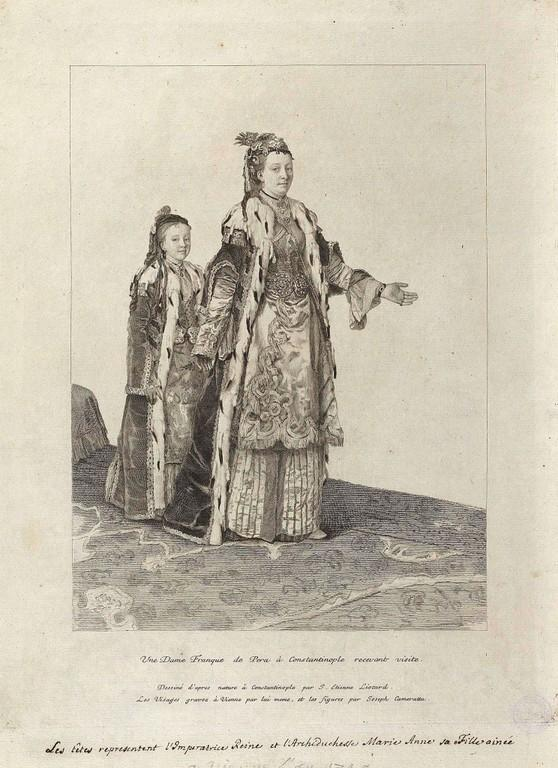
Anna Maria von Mohrenheim mit Kaiserin Maria Theresia

### Szenenfolge
- 1. Bild: Wien 1803, ein gemütliches Zimmer.
- 2. Bild: Wien 1748, im Haus der Frau Wachtinger.
- 3. Bild: Wien 1747, im Haus der Frau Wachtinger.
- 4. Bild: Wien 1746, im Haus der Frau Wachtinger.
- 5. Bild: Wien 1745, Zug zur Hofburg.
- 6. Bild: Constantinopel 1743, vor Gericht in Pera.
- 7. Bild: Constantinopel 1742, im Haus des Kaufmanns Mustafa Resmi.
- 8. Bild: Constantinopel 1742, im Kloster der Trinitarier.
- 9. Bild: In einer leeren Welt. Es ist sehr dunkel, Anna Maria friert und ist sehr allein.

### Besetzung
- Piccoloflöte / Flöte
- Oboe
- B-Klarinette
- Fagott
- Trompete
- Horn
- Posaune
- Violine
- Viola
- Violoncello
- Kontrabass
- Schlagwerk

## Werkgeschichte
Der Uraufführung fand am 14. September 2011 im historischen Schlosstheater von Schönbrunn in Wien statt. In der Uraufführungsserie folgten dort drei weitere ausverkaufte Vorstellungen. Dieser Reihe ging eine szenische Voraufführung im Rahmen der Internationalen Sommerakademie der Universität für Musik und Darstellende Kunst Wien voraus. Das sirene Operntheater koproduzierte die Uraufführung dieser Kammeroper mit der Universität für Musik und Darstellende Kunst. Das Orchester bestand aus Studierenden der Universität für Musik und Darstellende Kunst Wien. Am 4. und 5. Oktober 2012 spielte das Stück in der Uraufführungsbesetzung mit der Ägyptischen Staatsphilharmonie an der Ägyptischen Staatsoper in Kairo.
Die musikalische Leitung in Wien und Kairo übernahm Jury Everhartz, Regie führte Kristine Tornquist.
Darsteller
- Nina Maria Edelmann (Kroatische Sängerin)
- Daniel Mavambu Biba (Erster Engel)
- Anderson Pinheiro da Silva / Jules Lazare Mekontchou (Zweiter Engel)

Leading Team
- Kristine Tornquist (Regie)
- Jury Everhartz (musikalische Leitung)
- Andrea Költringer (Bühne)
- Markus Kuscher (Kostüm)
- Edgar Aichinger (Licht)
- Gernot Schedlberger (Korrepetition)

Den Ehrenschutz der Uraufführung übernahm die bei der Premiere anwesende Ministerin für Unterricht, Kunst und Kultur der Republik Österreich Claudia Schmied.